# Zamek Edo
Zamek Edo (jap. 江戸城 Edo-jō) – pozostałości XV-wiecznego zamku w tokijskiej dzielnicy Chiyoda, przebudowanego w XVII w. i częściowo odbudowanego po zniszczeniach w wielkim pożarze Meireki w 1657 roku. 

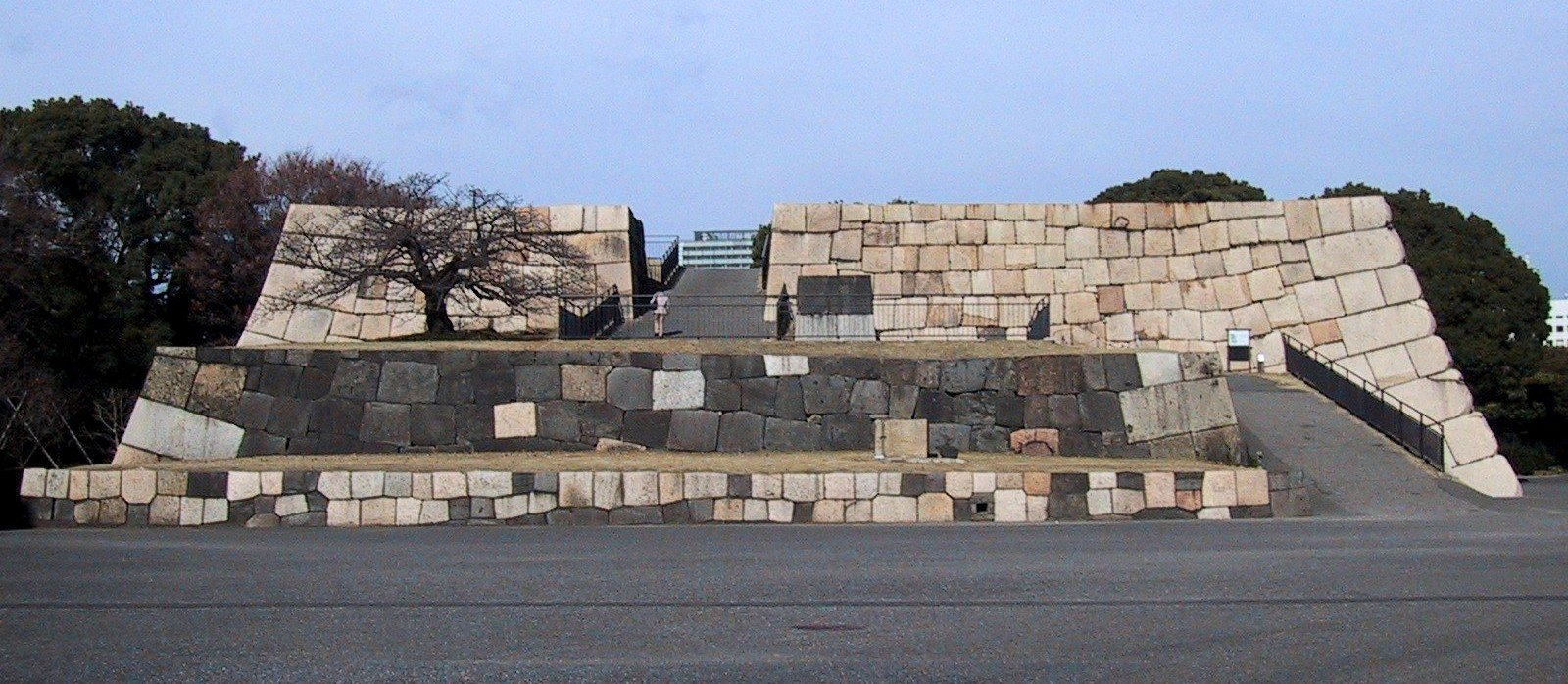
Zachowana podstawa donżonu (tenshu)

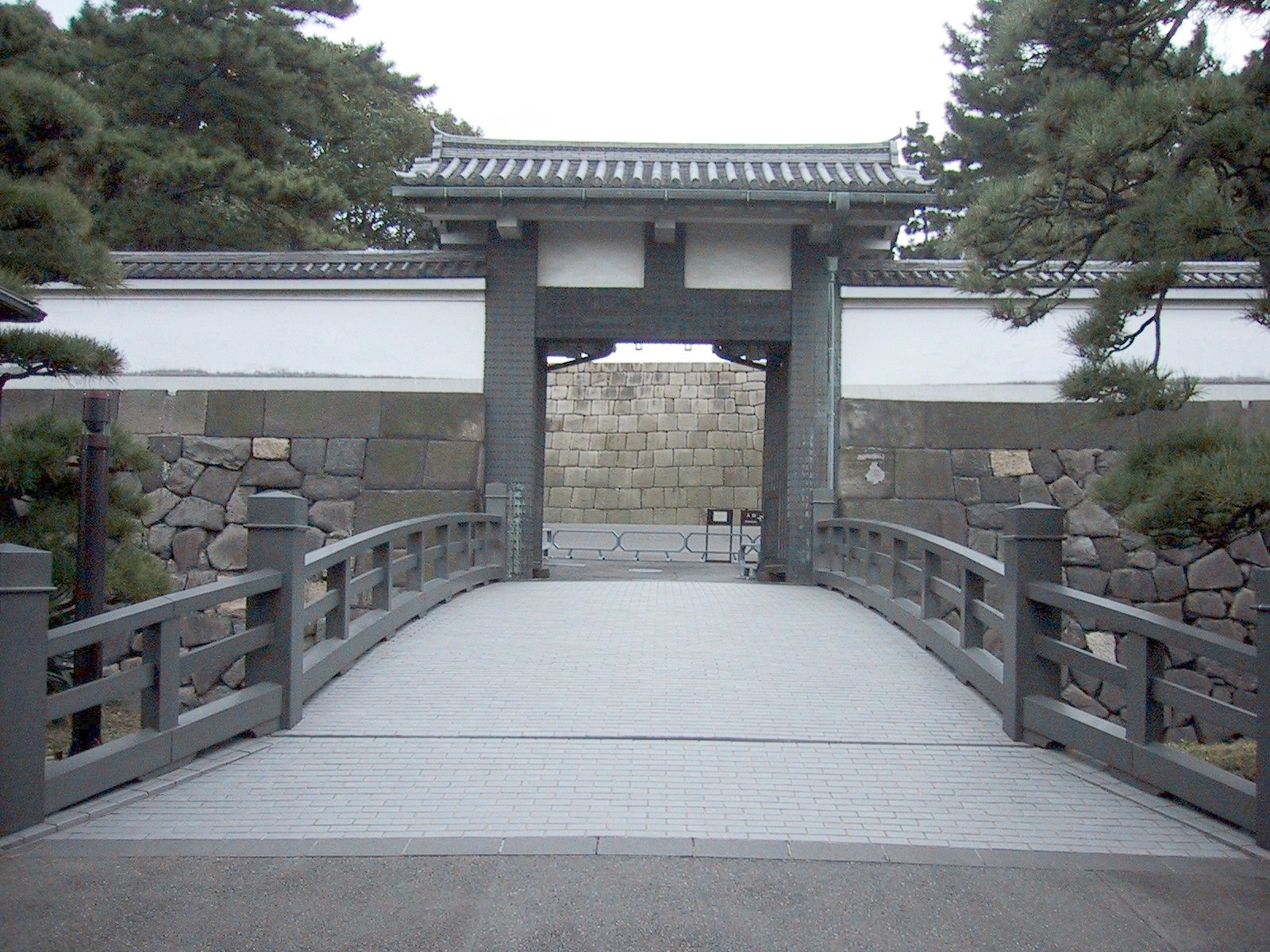
Kitahanebashi-mon – brama północna prowadząca do honmaru

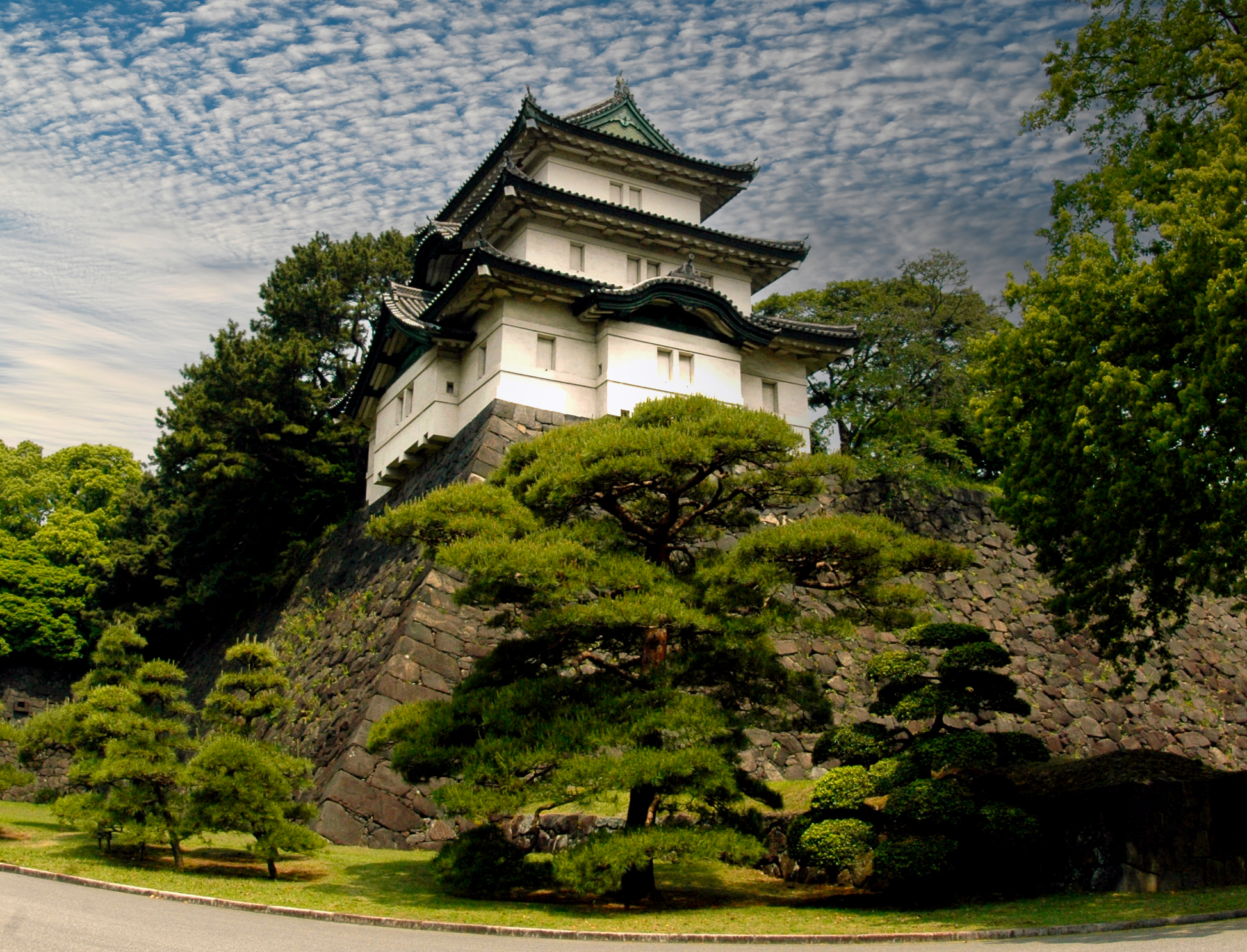
Fujimi-yagura – wewnętrzna wieża obserwacyjna

W latach 1603–1868 zamek był siedzibą siogunów Tokugawa, a po restauracji Meiji – cesarza. 
Zniszczony w pożarach w latach 60. i 70. XIX wieku. Do dziś zachowały się fragmenty murów obronnych i fosy oraz zrekonstruowane wieże strażnicze. Całość jest usytuowana na terenie obecnego  Pałacu Cesarskiego, a w miejscu dawnej rezydencji sioguna znajdują się Wschodnie Ogrody Pałacu Cesarskiego (Kōkyo Higashi Gyoen).

## Historia
Zamek został wzniesiony w 1457 roku przez Dōkana Ōtę (właśc. Sukenaga Ōta, 1432–1486; imię buddyjskie Dōkan przyjął, gdy został mnichem), uznawanego za założyciela Tokio. Budowla stanęła na klifie niedaleko ujścia rzeki Sumidy do morza, w miejscu, gdzie współcześnie znajduje się Pałac Cesarski w Tokio. Według legendy miejsce budowy zamku wskazała buddyjska bogini Benzaiten – bogini przybrała postać ryby konoshiro (Konosirus punctatus) i wyskoczyła z wody przed wzgórzem, na którym miał stanąć zamek. Zamek został wzniesiony z kamienia, miał wysokie, strome mury i szerokie, głębokie fosy. Wyposażony był w żelazne bramy i kamienne chodniki. 
Po śmierci Ōty w 1486 roku, który zginął z rozkazu swojego pana wskutek plotek o jego rzekomej zdradzie, zamek popadł w zapomnienie. W 1524 roku przeszedł w ręce klanu Hōjō, który zarządzał nim z Odawary.
W 1590 roku Hideyoshi Toyotomi (1536–1598) podarował Edo wraz z siedmioma innymi wschodnimi prowincjami swojemu sprzymierzeńcowi Ieyasu Tokugawie (1543–1616), otrzymując w zamian tereny wzdłuż drogi Tōkaidō – najważniejszej z pięciu arterii Japonii, biegnącej wzdłuż wschodniego wybrzeża wyspy Honsiu. Po śmierci Hideyoshiego w 1598 roku Ieyasu zorganizował powstanie i pokonał jego zwolenników w bitwie pod Sekigaharą w roku 1600. W 1603 roku Ieyasu otrzymał od cesarza tytuł sioguna. Edo zostało nieoficjalną stolicą Japonii. 
Zrujnowany zamek Edo został przebudowany – siedzibę sioguna otaczało kilka fortec, a całość została wyposażona w złożony system obronny. Wokół zamku wzniesiono spiralną sieć fos. System ten wzmacniały wysokie kamienne mury obronne z 66 bramami, mostami i 36 wieżami obserwacyjnymi (mitsuke). Prace trwały od 1601 do 1651 roku, a po ich zakończeniu zamek był największym na świecie – miał największy obwód. Mury zewnętrzne (gaikaku) i fosy miały długość 16 km, a wewnętrzne 6,4 km. Zamek zajmował powierzchnię 957 000 m². Mury i fosy dzieliły zamek na poszczególne części – w centrum (honmaru) znajdowała się siedziba sioguna (nakaoku) oraz rezydencje kobiece (ōoku). Najwyższym budynkiem zamku był donżon wznoszący się na wysokość 45 m, na którym umieszczono 3-metrową rzeźbę – chroniącą przed pożarami – przedstawiającą mityczne stworzenie o nazwie shachihoko o głowie smoka i tułowiu ryby. 
Wokół zamku rozrastało się miasto: na wschodzie dzielnica pospólstwa i handlu, na zachodzie – arystokracji, na północy – rzemieślników a na południu – Ginza – dzielnica kuźni srebra i mennic. Na północny wschód od zamku w 1629 roku wzniesiono świątynię buddyjską Kan'ei-ji (pełna nazwa Tōeizan Kan'ei-ji Endon-in).
W 1657 roku wielki pożar Meireki strawił baszty zamkowe, które nigdy nie zostały odbudowane. Pożar ten zniszczył także zabudowania wewnętrzne wraz z donżonem, który również nie został odbudowany. 
Zamek pozostawał siedzibą siogunów Tokugawa od 1603 do 1868 roku, kiedy restauracja Meiji przyniosła kres siogunatowi. Wówczas cesarz przeniósł oficjalną stolicę z Kioto do Edo, które zostało przemianowane na Tokio. Środkowa część zamku za fosą wewnętrzną stała się pałacem cesarskim. W latach 60. XIX w. zamek został poważnie zniszczony przez liczne pożary.  
Do dziś z zamku Edo zachowały się fragmenty murów obronnych i fosy oraz zrekonstruowane wieże strażnicze. Dawny teren zamku to obecnie pusta przestrzeń. Całość należy do Pałacu Cesarskiego, a w miejscu dawnej siedziby sioguna znajdują się Wschodnie Ogrody Pałacu Cesarskiego (Kōkyo Higashi Gyoen).
W 2006 roku zamek Edo został wpisany na listę stu zamków Japonii Stowarzyszenia Zamków Japońskich (Nihon Jōkaku Kyōkai).